# Copa Báltica de Futebol de 2012
A Copa Báltica de Futebol de 2012 foi um torneio de futebol disputado entre 1 de junho e 3 de junho, na Estônia.

## Formato
A competição reuniu as seleções dos países bálticos: Estônia, Letônia e Lituânia, e pela primeira vez a participação da Finlândia. O torneio foi disputado em formato de eliminatório.

## Resultados
|  | Semifinais           | Semifinais         |       |                      | Final                | Final |  |
|  |                      |                    |       |                      |                      |       |  |
|  | Tamme Stadium, Tartu |                    |       |                      |                      |       |  |
|  | Estónia              | 1                  |       |                      |                      |       |  |
|  | Finlândia            | 2                  |       |                      |                      |       |  |
|  |                      |                    |       |                      |                      |       |  |
|  |                      |                    |       |                      | Võru Stadium, Võru   |       |  |
|  |                      |                    |       |                      | Finlândia            | 1 (5) |  |
|  |                      | Letónia            | 1 (6) |                      |                      |       |  |
|  |                      |                    |       |                      |                      |       |  |
|  |                      |                    |       |                      |                      |       |  |
|  |                      |                    |       |                      | Terceiro lugar       |       |  |
|  | Võru Stadium, Võru   | Võru Stadium, Võru |       | Tamme Stadium, Tartu | Tamme Stadium, Tartu |       |  |
|  | Letónia              | 5                  |       | Estónia              | 1                    |       |  |
|  | Lituânia             | 0                  |       |                      | Lituânia             | 0     |  |

### Semifinais
| 1 de junho de 2012 | Estónia | 1 – 2 | Finlândia | Tamme Stadium, Tartu |
|                    |         |       |           |                      |

| 1 de junho de 2012 | Letónia | 5 – 0 | Lituânia | Võru Stadium, Võru |
|                    |         |       |          |                    |

### Disputa de terceiro lugar
| 3 de junho de 2012 | Estónia | 1 – 0 | Lituânia | Tamme Stadium, Tartu |
|                    |         |       |          |                      |

### Final
| 3 de junho de 2012 | Finlândia | 1 – 1 | Letónia | Võru Stadium, Võru |
|                    |           |       |         |                    |

|  |       | Penalidades |
|  | 5 – 6 |             |

## Premiação
| Copa Báltica de Futebol de 2012 |
| Letónia                         |
| ------------------------------- |
| LETÔNIA Campeão (11º título)    |